# Messeix
 Messeix  es una población y comuna francesa, situada en la región de Auvernia, departamento de Puy-de-Dôme, en el distrito de Clermont-Ferrand y cantón de Bourg-Lastic.

## Demografía
| 3552 | 3236 | 2524 | 2200 | 1544 | 1339 |
| Para los censos de 1962 a 1999 la población legal corresponde a la población sin duplicidades (Fuente: INSEE [Consultar]) |      |      |      |      |      |